# 無言坂
「無言坂」（むごんざか）は、1993年3月17日に発売された香西かおりの6枚目のシングル。

## 解説
- 久世光彦がペンネーム・市川睦月の名義で詞を提供、玉置浩二が作曲を担当した楽曲である。
- 久世の出身地・富山県富山市の坂をモチーフとした楽曲。
- 当初「あゝ人恋し」がA面曲として予定されていた[2]。「無言坂」の歌詞はレコーディング前夜にようやく完成し、当日にスタジオにファックスで送られ、それから30分でレコーディングが完了した[3]。
- 1993年末の第35回日本レコード大賞を受賞。
- 『NHK紅白歌合戦』では、1993年、2000年、2003年、2005年、2007年と計5回歌われている。
- 2005年12月29日放送の『あなたが選ぶ思い出の紅白・感動の紅白』内で香西は「（本曲は）今の一推しの歌」と語っていた。
- 『2012 FNS歌謡祭』では、香西と玉置とのデュエットが実現した。

## 収録曲
- 両楽曲共に、作詞：市川睦月／作曲：玉置浩二／編曲：川村栄二

1. 無言坂（4分33秒）
2. あゝ人恋し（4分36秒）

## カバー
- 長保有紀 - 1993年、アルバム『艶歌満開』に収録
- 藤あや子 - 1993年、アルバム『藤あや子ヒット全曲集'94』に収録
- 松原のぶえ - 1993年、アルバム『演歌・艶うた・こころ唄〜松原のぶえ・朝顔』に収録
- 石川さゆり - 1994年、アルバム『石川さゆり特選集 飢餓海峡・花のワルツ』に収録
- 石原詢子 - 1994年のアルバム『石原詢子ヒット全曲集'95』、2009年のアルバム『日本名曲集』、2014年のCD-BOX『石原詢子 時代のうた』に収録
- 田川寿美 - 1994年、アルバム『夢織り女』に収録
- テレサ・テン - 1994年、アルバム『テレサ・テン全曲集』に収録
- 森進一 - 1994年、アルバム『うそつき』に収録
- 中森明菜 - 2007年、アルバム『艶華 -Enka-』に収録
- 玉置浩二 - 2012年、セルフカバーアルバム『Offer Music Box』に収録
- 前川清 - 2019年、アルバム『My Favorite Songs～Japanese～Ⅳ』に収録